# Mirko Celestino
Mirko Celestino, född 19 mars 1974 i Albenga, är en italiensk före detta professionell tävlingscyklist som senast tävlade för det tysk-italienska UCI ProTour-stallet Team Milram.
Celestinos specialitet var i de klassiska cykeltävlingarna och som klättrare. Han största vinster är Lombardiet runt 1999, Vattenfall Cyclassics 1999 och som tvåfaldig vinnare av Milano-Turin 2001 och 2003.

## Meriter
1998 – Polti
1:a, Giro dell'Emilia
1:a, Regio Tour
1999 – Polti
1:a, Lombardiet runt
1:a, HEW Cyclassics
1:a, Coppa Placci
2001 – Saeco
1:a, Milano-Turin
1:a, Tre Valli Varesine
1:a, Trofeo Laigueglia
2002 – Saeco
1:a, etapp 2, Brixia Tour
2003 – Saeco
1:a, Milano-Turin
1:a, Settimana Internazionale Coppi e Bartali
2004 – Saeco
2:a, Settimana Internazionale Coppi e Bartali + en etappvinst
2005 – Domina Vacanze
3:a, Amstel Gold Race
3:a, Giro dell'Emilia

## Stall
- Polti-Granarolo-Santini (stagiaire) 1995
- Team Polti 1996–2000
- Saeco Macchine per Caffé 2001–2004
- Domina Vacanze 2005
- Team Milram 2006–2007